# Chropyně
Chropyně (deutsch Chropin, älter auch Kropin) ist eine Stadt in Tschechien. Sie liegt sieben Kilometer nordnordwestlich von Kroměříž in der Hanna und gehört zum Okres Kroměříž.

## Geographie
Die Stadt befindet sich im Flussgebiet der March an der Einmündung der Svodnice in die Malá Bečva. Östlich liegt der Flusslauf der Moštěnka. Durch den Ort führt die Staatsstraße 435 zwischen Kojetín und Kroměříž, von der in der Stadt die 436 nach Přerov abzweigt. Im Stadtgebiet liegen zwei große Teiche, der Chropyňský rybník im Süden und der Hejtman im Westen.
Nachbarorte sind Záříčí im Norden, Kyselovice und Žalkovice im Nordosten, Břest im Osten, Skaštice im Südosten, Plešovec, Hradisko und Postoupky im Süden, Bezměrov im Südwesten, Kojetín und Uhřičice im Westen sowie Lobodice im Nordwesten.

## Geschichte
Die älteste urkundliche Überlieferung von Chropyně datiert aus dem Jahre 1261, als Smil von Zbraslav und Střílky den Ort dem neu errichteten Zisterzienserkloster Smilheim bei Vizovice stiftete. 1457 verkaufte Georg von Podiebrad Chropyně an Johann von Ludanitz auf Rokytnice. Unter den Herren von Ludanitz wurde Chropyně zum Herrschaftssitz einer kleinen Herrschaft. In dieser Zeit entstand eine Gemeinde der Böhmischen Brüder, die eine Schule unterhielt. 1535 erteilte Kaiser Ferdinand I. Chropyně die Marktrechte.
1567 verkaufte die Familie von Ludanitz die Herrschaft an Vratislav von Pernstein, der sie noch im selben Jahr mit Hans und Adam von Haugwitz auf Biskupitz gegen das Gut Litomyšl eintauschte. Zu dieser Zeit entstanden die Fischteiche und Chropyně wurde bekannt für seine Fischzucht. Obwohl die Haugwitz im Gegensatz zu den reformierten Ludanitzern Katholiken waren, war die Zeit ihrer Herrschaft von Toleranz gegenüber den Böhmischen Brüdern gekennzeichnet. 1579 begann der Landeshauptmann von Mähren Hans von Haugwitz mit dem Bau der neuen Feste Neu Haugwitz (Nový Haugvicov), für deren Errichtung ihm zwei Jahre zuvor Kaiser Rudolf II. seine Zustimmung erteilt hatte. Als der schwarze Haugwitz, wie er genannt wurde, 1580 starb, blieb der Bau unvollendet und ab 1581 wechselten die Besitzer der Herrschaft Chropin in rascher Folge.
Im Jahre 1615 kaufte Bischof Franz Seraph von Dietrichstein die Herrschaft Chropin für das Bistum Olmütz und gab dafür die Herrschaft Žďár nad Sázavou in Zahlung. Die von Wenzel von Ludanitz gegründete Brüderschule wurde 1616 aufgehoben und im Zuge der Rekatholisierung in eine katholische Kirchenschule umgewandelt. Während des Dreißigjährigen Krieges wurden 1643 Teiles des Ortes niedergebrannt. Bis zur Ablösung der Patrimonialherrschaften im Jahre 1848 blieb Chropin im bischöflichen Besitz. In den Jahren 1811, 1851, 1855, 1859, 1871, 1875 und 1878 entstanden größere Stadtbrände, die Teile der innerstädtischen Bebauung, die zu dieser Zeit aus einer großen Zahl von Holzhäusern und Gebäuden mit Holzschindelbedachung bestand, vernichteten. 1864 erfolgte die Eingemeindung von Plešovec.
1868 wurde die Chropiner Zuckerfabrik AG gegründet und ein Jahr später fand die Inbetriebnahme der Eisenbahn von Prerau nach Brünn statt, welche zur Ansiedlung weiterer Unternehmen führte. Der Löschwasserteich auf dem Marktplatz wurde 1877 trockengelegt und zu einem Park umgestaltet. Zu einem großen Ereignis für den Marktort wurde die Fahrt von Kaiser Franz Joseph I., der 1880 mit der Eisenbahn von Wien kommend durch den Bahnhof in Chropin fuhr und von über 10.000 Menschen aus der ganzen Umgebung begrüßt wurde.
1892 brannte der Dachstuhl des Schlossturmes aus. 1902 wurde der Grundstein für das neue Rathaus gelegt, im selben Jahr erfolgte auch der Bau der Straße nach Kroměříž.
Zu Beginn des 20. Jahrhunderts wurde als Hochwasserschutzes der Flusslauf der Moštěnka reguliert. Der Schlossteich wurde 1925 wegen seiner Wassernusspopulation zum Naturreservat erklärt. Für den verdienstvollen Bürgermeister Antonín Homolík entstand 1930 zur Zeit der Tschechoslowakei ein Denkmal, das während der deutschen Besatzungszeit im Protektorat Böhmen und Mähren entfernt und 1995 wieder errichtet wurde. Die im Jahre 1938 von deutschen Ingenieuren konzipierte Autobahn Prag – Zlín sollte über Chropin führen und sich dort mit der Trasse einer ebenfalls geplanten Reichsautobahn Breslau-Wien treffen, ebenso sollte der Ort Anschluss zum Donau-Oder-Kanal erhalten. Diese Pläne zerschlugen sich jedoch durch den Zweiten Weltkrieg. Vom 1. – 7. Mai 1945 sammelten sich in Chropin deutsche Truppen für eine Schlacht in der Gegend von Kojetein, zu der es nach der Kapitulation des Deutschen Reiches nicht mehr kam. Die Chropiner Zuckerfabrik, seit 1924 ein eigenständiges und nach 1945 verstaatlichtes Unternehmen, welches in Wien unter der Leitung von Robert Schoeller gegründet wurde, stellte 1949 die Produktion ein. Im Jahr 1969 entstand in den Produktionsgebäuden der ehemaligen Zuckerfabrik die Firma Technoplast. Seit 1970 hat Chropyně die Rechte einer Stadt.

## Ortsgliederung
Die Stadt Chropyně besteht aus den Ortsteilen Chropyně (Chropin) und Plešovec (Pleschowetz).

## Sehenswürdigkeiten

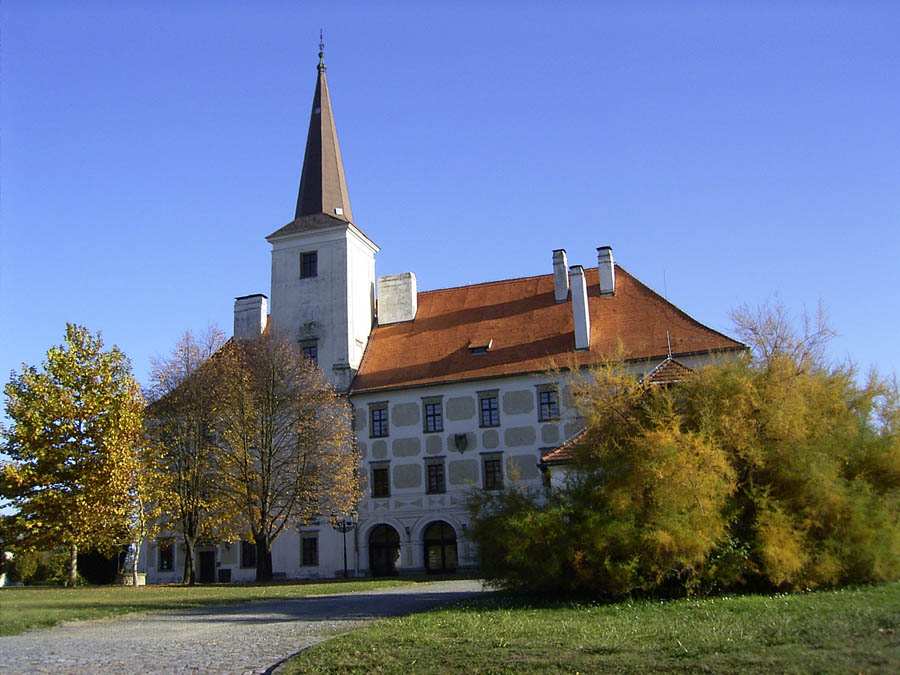
Schloss Chropyně

- Schloss Chropyně, 1615 nach Plänen von Giovanni Pietro Tencalla für Bischof Franz Xaver von Dietrichstein errichtet und in der Mitte des 19. Jahrhunderts zum Jagdschlösschen für Kardinal Friedrich Egon von Fürstenberg umgestaltet.
- barocke Kirche St. Ägidius, erbaut 1772 bis 1780 und am 10. September 1780 durch Erzbischof Anton Theodor von Colloredo-Waldsee-Mels geweiht
- Der Schlossteich Chropyňský rybník, seit 1925 Naturreservat, größtes Nistgebiet der Lachmöwe in Zentraleuropa

## Persönlichkeiten

### Söhne und Töchter der Stadt
- Wenzel von Ludanitz († 1571), zwischen 1541 und 1556 Landeshauptmann von Mähren
- Emil Filla (1882–1953), Maler
- Helene Scholz-Zelezny (1882–1974), Bildhauerin
- Hubert Havránek (1887–1970), Schriftsteller
- Eugenie Bernay (1891–1971), Schauspielerin

### Ehrenbürger
- 1856: František Palacký, 1856
- 1929: Antonín Homolík (1874–1929), wirkte 28 Jahre als Bürgermeister, ihm wurde 1930 ein Denkmal errichtet
- 1933: Emil Axman (1887–1949), Komponist